# Avon (village, New York)
Pour les articles homonymes, voir Avon.
Ne doit pas être confondu avec Avon (New York).
Avon est un village du comté de Livingston, dans l'État de New York, aux États-Unis,. En 2010, il comptait une population de 3 394 habitants.

## Démographie
Lors du recensement de 2010, le village comptait une population de 3 394 habitants. Elle est estimée, en 2019, à 3 282 habitants.